# Kmotr
Kmotr či kmotra (nář. kmoch, kmocháček, křesníček, původně praslovanský ženský tvar kmotra je odvozen z latinského commater = spolumatka, mužský tvar kmotr vznikl přechýlením) je osoba, která podle tradičního pojetí převzala za dítě trvalý závazek vůči dítěti a jeho rodině, záruku, že
- o dítě bude pečovat, kdyby ztratilo rodiče nebo se o ně rodiče nemohli postarat, jako základní závazek náhradního rodičovství,
- bude rodičům dále pomáhat při výchově dítěte a bude se proto s dítětem přátelit, aby mu mohla být důvěrníkem a rádcem.

Pro kmotra nebo kmotru je toto dítě kmotřenec, resp. kmotřenka. Kmotr by měl být zhruba stejně starý jako rodiče kmotřence, popřípadě o něco málo mladší. Vztah mezi kmotrem (kmotrou) a kmotřencem (kmotřenkou) se také označuje jako duchovní příbuzenství (tj. závazkové).

## Křesťanské kmotrovství
V církevním pojetí zároveň při křtu přijímá také další závazky, např., že bude spolu s rodiči pečovat o nedělní účast na bohoslužbách, v katolickém prostředí o náležitou přípravu dítěte na první svaté přijímání a na biřmování a podobně. V protestantských denominacích může například doprovázet ke konfirmaci.
Zhruba v 1. polovině 20. století se kmotrovství v českých zemích stalo vztahem ryze formálním, považovalo se pouze za čestnou funkci při křtu. Říkalo se, že kmotr dítě při křtu podrží na rukou a pokud rodiče neměli koho požádat o to, aby šel jejich dítěti za kmotra, stávalo se, že kmotrem se stal v řadě případů kostelník nebo farářova hospodyně. V současné době je snaha o návrat k původnímu rodinnému chápání[zdroj⁠?!] s tím, že se[kdo?] již nepředpokládá péče kmotra (kmotry) o dítě v případě ztráty rodičů, protože je již případná péče zajištěna státem.

## Přenesené významy
Slovo má i několik přenesených významů:
- v některých nářečích se používá i jako obecné označení souseda ze stejné vesnice,
- v prostředí organizovaného zločinu označuje Capa di tutti capi, tj. šéfa, vůdce mafie nebo obdobné zločinné struktury.

## Současná úprava katolického církevního práva
Podle kánonu 872 kodexu kanonického práva má kmotr pomáhat dospělému křtěnci v uvedení do křesťanského života a má se snažit o to, aby pokřtěný vedl křesťanský život odpovídající přijaté svátosti a plnil si věrně s přijetím křtu spojené povinnosti.
Za kmotra je třeba vybrat buď jednoho muže nebo jednu ženu nebo také dvojici – muže a ženu (kánon 873 CIC). Podle kánonu 874 CIC může být za kmotra připuštěn ten, kdo:
- je označen křtěncem nebo jeho rodiči či zástupci rodičů, nebo pokud nejsou, farářem nebo udělovatelem křtu,
- splňuje požadavky stanovené pro kmotra a má úmysl tento úkol zastávat,
- dovršil 16 let věku, ledaže diecézní biskup nestanovil jinou věkovou hranici nebo pokud by farář nebo udělovatel křtu byl mínění, že se ze spravedlivé příčiny má učinit výjimka,
- je katolíkem, přijal již Nejsvětější svátost neboli eucharistii (jinými slovy absolvoval první svaté přijímání), je biřmován, a také vede život v souladu s vírou a službou, kterou přijímá,
- není postižen žádným uloženým nebo vyhlášeným kanonickým trestem,
- není otcem ani matkou křtěného.